# Tammy Baldwin
Tammy Baldwin (Madison, 1962. február 11. –) az Amerikai Egyesült Államok Wisconsin államának szenátora.